# Волоконно-оптический гироскоп

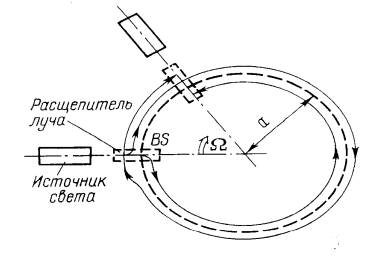
По круговому оптическому пути благодаря расщепителю луча свет распространяется в двух противоположных направлениях.

Волоконно-оптический гироскоп (ВОГ) — это оптико-электронный прибор, измеряющий абсолютную (относительно инерциального пространства) угловую скорость. Как и у всех оптических гироскопов, принцип работы основан на эффекте Саньяка.
Луч света в волоконно-оптическом гироскопе проходит через катушку оптоволокна, отсюда и название. Для повышения чувствительности гироскопа используют световод большой длины (порядка 1000 метров), уложенный витками.
В отличие от кольцевого лазерного гироскопа, в волоконно-оптических гироскопах обычно используется свет с очень маленькой длиной когерентности, что необходимо для увеличения точности гироскопа до удовлетворительного уровня. В качестве источника света может использоваться даже не лазерный прибор, а, например, светодиод.

## Принцип работы
В самом опыте Саньяка сколлимированный и поляризованный пучок света заводился в интерферометр, в котором разделялся на два пучка, обходивших интерферометр в противоположных направлениях. После обхода пучки совмещались и интерференционная картина регистрировалась на фотопластинке. Эксперименты показали, что при вращении установки интерференционная картина сдвигалась, причем сдвиг оказался пропорциональным скорости вращения. 
Использование оптического волокна позволяет избавиться от зеркал и увеличить длину оптического пути, от которого в свою очередь зависит детектируемая разность фаз: 
{\displaystyle \Delta \phi _{S}={\frac {4\pi RL}{\lambda c}}\cdot \Omega }
где {\displaystyle \Delta \phi _{S}} — возникающая разность фаз, {\displaystyle R} — радиус контура, {\displaystyle L} — длина оптического волокна, {\displaystyle \lambda } — длина волны оптического излучения, {\displaystyle c} — скорость света в вакууме, {\displaystyle \Omega } — угловая скорость. 

Рисунок 1. Простейшая конструкция волоконно-оптического гироскопа: излучение через делительную пластину распространяется по волокну в противоположных направлениях, после чего результат интерференции попадает на светочувствительный детектор.

В отсутствие угловой скорости разность фаз равна нулю, и фоточувствительный элемент будет регистрировать максимум интенсивности. При возникновении угловой скорости произойдет кратное изменение разности фаз {\displaystyle \Delta \phi _{S}} между излучениями. Изменение интенсивности на фотоприемном устройстве описывается следующим уравнением:
{\displaystyle P(\Delta \phi _{S})={\frac {P}{2}}\cdot [1+cos(\Delta \phi _{S})]}
Зная, что фаза может изменяться от {\displaystyle -\pi } до {\displaystyle +\pi } можно с уверенностью детектировать соответствующий диапазон угловых скоростей:
{\displaystyle \Omega _{\pi }={\frac {\lambda c}{2L\cdot D}}}
Если контур длиной 10 км намотать радиусом 30 см, то с источником оптического излучения на длине волны 1550 нм диапазон детектируемый угловых скоростей составит 4.4 градусов в секунду. Используя качественные аналого-цифровые преобразователи, можно детектировать изменения фазы вплоть до микрорадиан, а значит чувствительность такой системы составит порядка 0.005 градусов в час.
Базовая схема такого гироскопа имеет набор ограничений:
- Симметричность функции интерференции не позволяет определить направление вращения.
- Нелинейность передаточной характеристики вызывает неравномерность чувствительности гироскопа.
- Диапазон детектируемых угловых скоростей недостаточен для применения ВОГ в навигации.
- Переход за детектируемый диапазон (больше {\displaystyle \pi }) может быть некорректно интерпретирован.

В схеме современных волоконно-оптических гироскопов применяются техники на основе частотных и фазовых модуляторов.
Частотные модуляторы переводят фазу Саньяка в переменные изменения разности частот противоположно бегущих лучей, поэтому при компенсации фазы Саньяка разностная частота пропорциональна угловой скорости вращения Ω. Частотные модуляторы основаны на акустооптическом эффекте, который состоит в том, что при прохождении в среде ультразвуковых колебании в ней появляются области с механическими напряжениями (областями сжатия и разрежения), это приводит к изменению коэффициента преломления среды. Вызванные ультразвуковой волной изменения коэффициента преломления среды образуют центры дифракции для падающего света. Частотный сдвиг света определяется частотой ультразвуковых колебаний. Достоинством частотных модуляторов при использовании в ВОГ является представление выходного сигнала в цифровом виде.
Фазовые модуляторы переводят фазу Саньяка в изменение амплитуды переменного сигнала, что исключает низкочастотные шумы и облегчает измерение информационного параметра.
В оптимальную конфигурацию ВОГ входит:
- Широкополосный источник оптического излучения (суперлюминесцентный диод или эрбиевый волоконный источник оптического излучения);
- Волоконно-оптический разветвитель или циркулятор;
- Многофункциональная интегрально-оптическая схема (МИОС), выполненная из кристалла ниобата лития и выполняющая одновременно функции поляризатора, разветвителя и электро-оптического модулятора;
- Волоконно-оптический контур Саньяка, являющийся чувствительным элементом ВОГ;
- Фотоприёмник для детектирования оптического излучения;
- Аналогово-цифровой преобразователь для перевода аналогового сигнала, поступающего от фотоприёмника, в цифровой;
- Цифро-аналоговый преобразователь для управления модуляцией МИОС;
- Цифровой процессор, который обрабатывает полученный сигнал, получая на выходе сведения об угловой скорости и который управляет работой ВОГ.

## Свойства прибора
Появлению такого прибора, как волоконно-оптический гироскоп, способствовало развитие волоконной оптики, а именно разработка одномодового диэлектрического световода со специальными характеристиками (устойчивая поляризация встречных лучей, высокая оптическая линейность, достаточно малое затухание). Именно такие световоды определяют уникальные свойства прибора:
- потенциально высокая точность;
- малые габариты и масса конструкции;
- большой диапазон измеряемых угловых скоростей;
- высокая надёжность, благодаря отсутствию вращающихся частей прибора.

## Применение
Широко применяется в инерциальных навигационных системах среднего класса точности. БИНС на основе ВОГ применяются в навигации для наземного транспорта, кораблей, подводных лодок и спутников. 

## В России
В России производством и исследованием современных волоконно-оптических гироскопов и приборов на их основе занимаются ряд центров:
- Научно-производственная компания "Оптолинк"[4]
- Концерн ЦНИИ "Электроприбор"
- ПАО «Пермская научно-производственная приборостроительная компания» (ПНППК)
- ЗАО "Физоптика"[5]

Кроме того, группы учёных в ПНИПУ, ИТМО, ЛЭТИ и СГУ ведут исследовательскую и образовательную деятельность по улучшению характеристик волоконно-оптических гироскопов и приборов на их основе.